# Битва при Тертри
Битва при Тертри — состоявшаяся в 687 году у селения Тертри (современная Франция) битва, в которой австразийское войско Пипина Геристальского разбило нейстрийско-бургундское войско короля Теодориха III и майордома Берхара. Битва — главное событие Второй гражданской войны во Франкском государстве 680—687 годов. С ней историки связывают конец эпохи доминирования Меровингов и начало возвышения Каролингов.

## Исторические источники
Свидетельства о битве при Тертри содержатся в нескольких раннесредневековых исторических источниках. Основные из них — написанные в VIII века «Книга истории франков» и хроника продолжателей Фредегара, а также составленные в начале IX века «Ранние Мецские анналы». Последний из источников наиболее полный. Однако в сообщениях о событиях конца VII века он содержит ряд благоприятных Пипинидам сведений, непредвзятость которых современные историки подвергают сомнению.

## Предыстория
После смерти в 511 году короля Хлодвига I единое Франкское государство разделилось на несколько частей, из которых наиболее крупными были Австразия, Нейстрия и Бургундия. В течение следующих полутора веков эти франкские королевства неоднократно объединялись под властью различных правителей. Одно из таких объединений было осуществлено в 673—675 годах королём Хильдериком II и его майордомом Вульфоальдом.
Однако после убийства Хильдерика II единое государство снова разделилось на Австразию и Нейстрийско-бургундское королевство. К началу 680-х годов наиболее сильным из этих частей было объединённое королевство Нейстрии и Бургундии. Фактическая власть в обоих королевствах в это время принадлежала уже не монархам, а майордомам, управлявшим государствами от имени «ленивых королей».
В 680/681—683/684 годах нейстрийско-бургундские майордомы предприняли две попытки установить свою власть над Австразией. Сначала Эброин сумел разбить австразийцев в сражении при Лукофао, а затем Гизлемар захватил австразийские города Намюр и Кёльн. Однако после смерти Гизлемара новый майордом Вараттон заключил мир с правителем Австразии Пипином Геристальским на условиях сохранения сложившихся границ.
Вараттон умер в 686 году и его преемником был избран Берхар. По словам средневековых источников, новый майордом был неспособным к управлению государством человеком. Многие недовольные избранием Берхара знатные лица, включая палатного графа Аудерамна и епископа Реймса Риёля, обратились за помощью к Пипину Геристальскому. Они клятвенно обещали ему свою поддержку в свержении нейстрийского майордома. Желая получить повод к войне, Пипин потребовал от короля Теодориха III амнистировать всех пострадавших от преследований Эброина и возвратить всё конфискованное у них имущество. После того как Теодорих отверг это требование, Пипин Геристальский в 687 году разорвал перемирие, заключённое им ранее с Вараттоном, и начал подготовку к войне.

## Битва
Местом сбора австразийского войска был назначен Угольный лес, располагавшийся на границе двух королевств. Отсюда Пипин Геристальский вторгся на территорию Нейстрии. Разорив восточные области этого королевства, австразийское войско расположилось лагерем у селения Тертри (вблизи Сен-Кантена). Сюда же прибыло и нейстрийско-бургундское войско под командованием короля Теодориха III и майордома Берхара. Позиции противников разделял один из притоков Соммы, небольшая река Оминьон.
Видя численное превосходство противника, Пипин вступил в переговоры с Теодорихом III, желая миром разрешить конфликт. В переговорах прошло несколько дней. В результате, король, уверенный Берхаром в неизбежности победы своего войска, категорически отверг все мирные инициативы лидера австразийцев.
Приняв окончательное решение напасть на рассвете на войско австразийцев, Теодорих III и Берхар с вечера выставили нейстрийско-бургундское войско в боевой порядок. Извещённый об этом Пипин Геристальский предпринял обходной манёвр: ночью австразийцы сожгли свой лагерь и расположились на удобных позициях к востоку от него. Когда на следующее утро нейстрийцы и бургундцы переправились через Оминьон, они обнаружили только сожжёный лагерь. Решив, что их враги отступили, они в беспорядке бросились преследовать, как им казалось, бежавших от них австразийцев. Однако в этот момент неожиданно для себя они были атакованы войском Пипина Геристальского. В кровопролитном и чрезвычайно жестоком сражении победу одержало австразийское войско. Множество нейстрийских и бургундских воинов пало на поле битвы; остальные, включая короля Теодориха III и майордома Берхара, были обращены в бегство. Войско австразийцев дошло до Парижа, где между Теодорихом и Пипином был заключён мирный договор. Условия этого соглашения точно не известны. По свидетельству «Ранних Мецских анналов», с согласия Пипина Геристальского монарх сохранил все свои владения и имущество, включая королевскую сокровищницу, и право командовать войском. Война завершилась возвращением австразийского войска в своё королевство.

## Последствия битвы
Уже в конце 688 года майордом Берхар был убит своими приближёнными. Хроники свидетельствуют, что убийц к майордому подослала его тёща Ансфледа. Она же была инициатором призвания австразийца Пипина Геристальского на должность майордома Нейстрии и Бургундии. Получив одобрение знати, Пипин соединил в своих руках управление всеми тремя франкскими королевствами. Этим он положил начало процессу овладения Каролингами королевским престолом франков.